# Художественный музей Штутгарта
Художественный музей Штутгарта (нем. Kunstmuseum Stuttgart, ранее нем. Galerie der Stadt Stuttgart) — художественный музей в городе Штутгарт (земля Баден-Вюртемберг), открытый в марте 2005 года и расположенный на площади Шлоссплатц — стал преемником Городской галереи искусства Штутгарта; коллекция включает в себя как работы, созданные в XIX веке, так и произведения современного искусства. Известен собранием работ художника Отто Дикса, созданным бывшим директором Ойгеном Койерлебером.

## История и описание

### История
На месте современного музейного здания до 1963 года находились руины штутгартского Дворца наследного принца (Kronprinzenpalais), появившиеся в 1944 году — при разрушении дворца в результате воздушного налёта. Здание было аналогом дворца Wilhelmspalais, который находился на другом конце эспланады. После разрушения дворца, площадь первоначально была расширена до дороги с шестью полосами движения — с четырьмя дополнительными туннелями для автомобилей и трамваев. Чтобы облегчить для пешеходов переход на улицу Кёнигштрассе, в 1968 году была создана площадь Schlossplatz, но по своему назначению она так и не использовалась. В течение многих лет обсуждался вопрос о её перестройке: в итоге, новое здание Кунстмузеума было заложено в 2000 году.
В целях популяризации проектов музея и обеспечения их разнообразия — а также, для обеспечения максимальной связи между музеем к горожанами — в 2003 году была основана ассоциация поддержки музея «Друзья Художественного музея Штутгарта» (Freunde des Kunstmuseum Stuttgart e.V.). Ассоциация состоит из граждан и компаний, которые видят своей миссией поддержку музея и его коллекции; средства расходуются как на выставочные проекты, так и на пополнение коллекции.

### Здание
Здание Художественного музея в Штутгарте было построено по проекту берлинского архитектурного бюро «Hascher Jehle Architektur»; оно имеет выставочную площадь в 5000 м². Снаружи оно напоминает стеклянный куб, который отражает окружающую среду как зеркало; ночью становится виден его интерьер — издалека видны освещённые стены из известняка, привезённого из Дитфурта-ан-дер-Альтмюль. Кроме того в здании находятся природные камни из долины Altmühltal, которые представляют собой плиты неправильной формы с цветными включениями из минеральных оксидов (окислов). Ещё одной специфической «приманкой для глаз» потенциальных посетителей являются тексты, нанесённые с помощью серой и/или красной фольги, которые прикрепляются к внешней стороне стеклянных окон — надписи меняются с каждой выставкой. Напольное покрытие на верхнем этаже сделано из известняка «Kelheimer Kalkstein».

### Коллекция и дом-музей Отто Дикса
Коллекция музея основана на существующей ранее коллекции «Штутгартской галереи», которая, в свою очередь, стала результатом пожертвования от маркизы Сильвио делла Валле ди Казанова (Silvio della Valle di Casanova) в 1924 году. Сегодняшняя коллекция также включает в себя значительную серию работ художника Отто Дикса, большая часть которой стала результатом деятельности бывшего директора галереи Ойгена Койерлебера — под неё отведены два отдельных выставочных зала. Изюминкой коллекции сам музей считает триптих «Großstadt», который Дикс создал в 1927—1928 годах. Кроме того, в музее хранятся многочисленные работы Вилли Баумейстера, Адольфа Хёльцеля, Дитера Рота и Джозефа Кошута. Бывший директор Кунстхалле Дюссельдорфа Ульрике Гроос (Ulrike Groos, род. 1963), приняла на себя управление Художественным музеем в 2010 году.
Студия и дом Отто Дикса на улице Хёри-ам-Бодензее — в районе Хемменхофен коммуны Гайенхофен — были перестроены штутгартским музеем в 2009 году. Следуя концепции, созданной куратором Даниэлем Шпанке (Daniel Spanke, род. 1966), дом был вновь открыт в 2012 году как музей «Museum Haus Dix» — собрание посвящено жизни всей семьи Дикс. Художественная ассоциация «Otto-Dix-Haus e.V.» продолжает поддерживать функционирование дома-музей за счёт пожертвований. Город Штутгарт, община Гайенхофен, район Констанц и другие спонсоры инвестировали в общей сложности 1,5 миллиона евро, чтобы спасти дома художника, заметно нуждавшийся в ремонте и восстановлении.
В первый год после открытия нового музейного здания в Штутгарте его посетили 330 000 человек: в результате, Кунстмузеум даже опередил по посещаемости Городскую галерею Штутгарте (Staatsgalerie Stuttgart). В 2015 году музей посетили около 161 000 любителей искусства; он регулярно проводит временные выставки, в том числе и современных авторов: в 2016—2017 годах в его стенах прошла выставка «[un]erwartet. Die Kunst des Zufalls»; в апреле-мае 2016 года состоялась персональная выставка Кэндис Брайтц (род. 1972) «Ponderosa»; годом ранее американская художница Ами Зигель (Amie Siegel, род. 1974) представила свои работы в рамках выставки «Part 2. Ricochet». Помимо выставок, музей проводит также лекции и семинары.